# Belgique au Concours Eurovision de la chanson 2018
La Belgique est l'un des quarante-trois pays participants du Concours Eurovision de la chanson 2018, qui se déroule à Lisbonne au Portugal. Le pays est représenté par Laura Groeseneken — sous le nom de scène Sennek — et sa chanson A Matter of Time, sélectionnées en interne par le diffuseur VRT. Terminant 12e avec 91 points lors de la demi-finale, le pays est éliminé de la compétition.

## Sélection
Comme toutes les années paires depuis 2002, c'est le diffuseur néerlandophone VRT qui prend en charge la participation, confirmée le 9 mai 2017. Par la même occasion, le diffuseur a confirmé qu'il utiliserait une sélection interne à la fois pour l'artiste et la chanson, contrairement à 2016 et 2014.
C'est le 28 septembre 2017 que la représentante est annoncée, lors de l'émission Van Gils & gasten diffusée sur Één. Le pays sera donc représenté par Sennek.
La chanson que Sennek interprétera à l'Eurovision, intitulée A Matter of Time, a été révélée le 5 mars 2018.

## À l'Eurovision
La Belgique a participé à la première demi-finale, le 8 mai 2018. Terminant 12e avec 91 points, le pays échoue à se qualifier pour la finale du 12 mai. C'est la première fois que la Belgique est éliminée en demi-finale depuis 2014.

### Points attribués par la Belgique
| Score     | Télévote | Vote du jury |
| --------- | -------- | ------------ |
| 12 points | Irlande  | Autriche     |
| 10 points | Autriche | Tchéquie     |
| 8 points  | Tchéquie | Suisse       |
| 7 points  | Chypre   | Israël       |
| 6 points  | Arménie  | Arménie      |
| 5 points  | Estonie  | Irlande      |
| 4 points  | Lituanie | Albanie      |
| 3 points  | Israël   | Chypre       |
| 2 points  | Finlande | Bulgarie     |
| 1 point   | Grèce    | Islande      |

| Score     | Télévote  | Vote du jury |
| --------- | --------- | ------------ |
| 12 points | Pays-Bas  | Autriche     |
| 10 points | Israël    | Pays-Bas     |
| 8 points  | France    | Suède        |
| 7 points  | Chypre    | Tchéquie     |
| 6 points  | Italie    | Israël       |
| 5 points  | Danemark  | Allemagne    |
| 4 points  | Irlande   | Chypre       |
| 3 points  | Autriche  | France       |
| 2 points  | Allemagne | Albanie      |
| 1 point   | Tchéquie  | Espagne      |

### Points attribués à la Belgique

#### Première demi-finale
| Télévote     | Télévote              | Télévote            | Télévote                             | Télévote  |
| 12 points    | 10 points             | 8 points            | 7 points                             | 6 points  |
| ------------ | --------------------- | ------------------- | ------------------------------------ | --------- |
|              |                       | - Lituanie          |                                      |           |
| 5 points     | 4 points              | 3 points            | 2 points                             | 1 point   |
|              |                       | - Arménie - Estonie | - Azerbaïdjan - Biélorussie - Israël |           |
| Vote du jury |                       |                     |                                      |           |
| 12 points    | 10 points             | 8 points            | 7 points                             | 6 points  |
| - Bulgarie   | - Tchéquie - Portugal | - Lituanie          | - Autriche                           | - Arménie |
| 5 points     | 4 points              | 3 points            | 2 points                             | 1 point   |
| - Finlande   | - Albanie - Estonie   |                     | - Islande - Irlande                  | - Croatie |